# David Bowie (album 1967)
David Bowie – debiutancki album studyjny Davida Bowiego, wydany w 1967. Piosenki na płytę zostały nagrane przez Bowiego na przełomie 1966/67, album zawierał 14 utworów. Muzyka z płyty zaliczana jest do gatunku rocka barokowego. Wydany 1 czerwca 1967 album poprzedzony był dwoma singlami „Rubber Band” i „The Laughing Gnome”, a po jego wydaniu jako singel ukazała się jeszcze piosenka „Love You till Tuesday” – żaden z singli nie wszedł na listy przebojów. Był to jeden z nielicznych albumów wydanych w Wielkiej Brytanii w latach 60. przez artystę, który nie miał wcześniej żadnej przebojowej piosenki, był to także jeden z pierwszych brytyjskich albumów wydanych równocześnie w dwóch wersjach mono- i stereofonicznej. Album został bardzo dobrze przyjęty przez ówczesnych krytyków muzycznych, ale nie był komercyjnym sukcesem bardzo słabo sprzedając się. Współcześnie album uważany jest przez większość krytyków i fanów Bowiego jako jeden z najsłabszych w dyskografii tego artysty.

## Tło historyczne

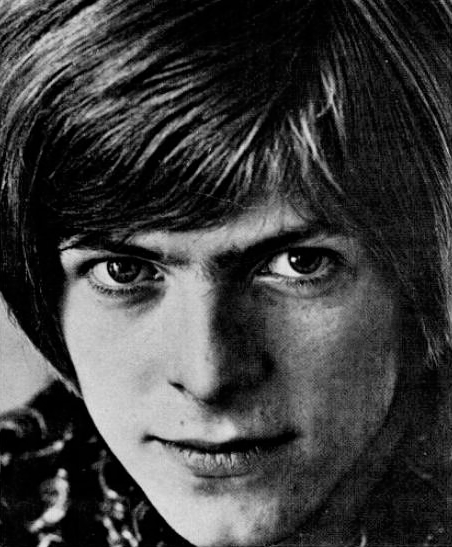
Bowie w 1967

W połowie lat 60. Bowie występował z kilkoma różnymi grupami rockowymi (King Bees, Manish Boys, Lower Thind, The Buzz) i pomimo braku przebojowych singli był dobrze znany w Londynie i cieszył się sporą, lokalną popularnością. Bowie z powodzeniem grał we wpływowych klubach, takich jak Marquee Club, w których prezentował jego popularny program pod nazwą „Bowie Showboat”. W czasie jednego z koncertów tej serii spotkał się ze znanym promotorem Kenem Pittem, który zgodził się zostać współmenedżerem Bowiego, dzieląc obowiązki z poprzednim menedżerem Ralphem Hortonem.
W sierpniu 1966 Pitt zaaranżował spotkanie Bowiego z amerykańskim kompozytorem Carlem Davisem. Bowie i Davis mieli napisać piosenki do krótkiego filmu muzycznego, który jednak nie powstał. Bowie nigdy opowiadał o spotkaniu z Davisem, ale wydaje się prawdopodobne, że zainspirowało ono Bowiego do spróbowania sił w nowym dla niego rodzaju muzyki i porzucenia stricte rockowych kompozycji na rzecz scenicznych, teatralnych, nostalgicznych i pseudo-edwardiańskich utworów.
Także w sierpniu 1966 wytwórnia Pye wydała trzeci singel Bowiego „I Dig Everything”, podobnie jak dwa wcześniejsze single także ta piosenka nie przyniosła Bowiemu popularności. Bowie był rozczarowany nie tylko fiaskiem utworu, ale także tym co postrzegał jako brak zainteresowania przez Pye nim samym i jego muzyką. We wrześniu Ken Pitt rozwiązał kontrakt z Pye i pomógł Bowiemu zorganizować nowe sesje nagraniowe.
Już w czasie nagrywania płyty na przełomie 1966/67 Bowie rozwiązał The Buzz, który nie pasował do jego nowej muzyki i związał się z istniejącym już wcześniej rockowo-kabaretowym The Riot Squad.

## Nagrywanie
Sesje rozpoczęły się 18 października w R. G. Jones Studios w Surrey. Bowiemu towarzyszyli Dek Fearnley, Derek Boyes i John Eager (członkowie ówczesnego grupy Bowiego The Buzz). W nagraniach brali także udział muzycy z London Philharmonic Orchestra oraz wielu innym muzyków sesyjnych, między innymi gitarzysta folkowy John Renbourn i multiinstrumentalista Big Jim Sullivan.
W pierwszej, czteroipółgodzinnej sesji nagraniowej nagrano trzy utwory – nową wersję powstałego już wcześniej „The London Boys” oraz dwa nowe utwory „Rubber Band” i „Please Mister Gravedigger”.
24 października Ken Pitt zaprezentował utwory Bowiego przedstawicielom wytwórni płytowej Deram Records, którzy postanowili podpisać kontrakt płytowy z Bowiem. Deram zakupił prawa do powstałych już trzech utworów oraz wypłacił Bowiemu zaliczkę w wysokości 250 funtów (około 7,5 tysięcy według współczesnej wartości) na kontynuację nagrań. Kontrakt Bowiego był bardzo nietypowy jak na ówczesne czasy, zazwyczaj nie podpisywano kontraktów na nagranie płyty długogrającej zanim artysta nie udowodnił swojej wartości komercyjnej jednym lub dwoma hitowymi singlami.
Następna seria sesji nagraniowych rozpoczęła się 14 listopada należącym do Decci (firmy-matki Deramu) Studio No. 2 w West Hampstead, nagrano wówczas „Uncle Arthur” i „She’s Got Medals”. 24 listopada nagrano „There Is a Happy Land”, „We Are Hungry Men”, „Join the Gang” i „Did You Ever Have a Dream”.
2 grudnia The Buzz zagrał ostatni koncert przed jego rozwiązaniem i w tym samym dniu Deram wypuścił swój pierwszy singel Bowiego „Rubber Band” (na stronie B umieszczono piosenkę „Did You Ever Have a Dream”). 8 i 9 grudnia nagrano „Little Bombardier”, „Sell Me A Coat”, „Silly Boy Blue” i „Maid of Bond Street”, 12 i 13 grudnia nagrano „Come And Buy My Toys” i nową wersję „Please Mr Gravedigger”.
Po świątecznej przerwie muzycy powrócili do studia 26 stycznia, nagrywając w tym dniu podkład muzyczny do „The Laughing Gnome” i „The Gospel According To Tony Day” – część wokalną tych utworów nagrano w lutym. 25 lutego zakończono główną część sesji nagrywając albumowe wersje „Rubber Band”, „Love You Till Tuesday” i „When I Live My Dream”. W czasie dwóch ostatnich sesji 29 lutego i 1 marca uzupełniono niektóre utwory.
Podczas nagrywania jego pierwszej płyty Bowie wypracował własny sposób tworzenia piosenek, który z niewielkimi zmianami używał do końca swojej kariery artystycznej. Bowie tworzył zręby piosenki, podstawową melodię czy progresję, pozwalając muzykom sesyjnym na wiele swobody przy interpretacji jego pomysłów. Nagrywający z Bowiem muzycy wspominali, że Bowie działał „inspirująco” i współpracując z nim „czuli się pobudzeni, robili rzeczy, których nigdy wcześniej nie próbowali”.
Dek Fearnley określił jego wkład do albumu jako „najbardziej satysfakcjonującą rzecz jaką zrobił w życiu, ale podkreślił także często amatorską i pośpieszną atmosferę w jakiej powstawał album. Fearnely nie miał formalnego wykształcenia muzycznego, ale pomimo tego otrzymał zadanie napisanie wszystkich orkiestralnych aranżacji. We późniejszych wywiadach wspominał o wspaniałych muzykach London Philharmonic Orchestra, którzy ignorowali jego pomyłki i transpozycjonowali błędnie napisane nuty do poprawnej tonacji.
Producent płyty Mike Vernon opisał sesje nagraniowe jako „bardzo ciekawe”, a Bowiego jako „osobę, z którą się bardzo miło pracowało”. Pomimo tego, że współpracę z Bowiem uznał za bardzo satysfakcjonującą, a muzykę za ciekawą, nie sądził, aby płyta mogła być sukcesem komercyjnym.
Współpracujący z nim inżynier nagrań Gus Dudgeon, późniejszy producent „Space Oddity”, opisał powstającą wówczas muzykę jako „bardzo filmową, pełną interesujących wizji, bardzo szczerą i naturalną, i przez to unikalną”.

## Styl i tematyka
Muzyka na płycie wywodzi się z szeroko rozumianej tradycji angielskiego music-hallu oraz vaudeville i stanowiła pierwsze kroki Bowiego aby zaadaptować elementy teatralności i performansu do muzyki popowej i rockowej. Muzyka z płyty zaliczana jest do gatunku baroque pop. Lirycznie Bowie został określony jako „miniaturzysta tworzący sentymentalne portrety brytyjskiego życia, często sięgający wstecz do zmyślonej i wyidealizowanej przeszłości narodu”.
Otwierający płytę „Uncle Arthur” to opowieść o mieszkający ze swoją matką 30-latku, który pomimo swojego wieku jest nadal dużym dzieckiem i po nieudanym małżeństwie ucieka od żony i wraca do matczynego domu, dominującymi instrumentami w piosence są obój i szałamaja. „Sell Me a Coat” to „urocza piosenka, surowa w brzmieniu jak jej zimowa opowieść z refrenem zainspirowanym przez wiktoriańską rymowankę”. Utwór był brany pod uwagę jako potencjalny singel z płyty, uważany jest za jeden z najlepszych na albumie – „wycyzelowana aranżacja i wdzięk melodii sprawia, że piosenka wybija się jak kościelna wieża ponad kolekcję groteski z płyty”. W utworze dominują dźwięki cello i francuskiego rożka.
„Rubber Band” utrzymany jest w rytmie marsza a przewodnim instrumentem utworu jest tuba, z pół-żartobliwymi słowami opowiadającymi o żołnierzu rozpaczającym z powodu dziewczyny, która opuściła go dla dyrygenta orkiestry dętej. W słowach piosenki użyty jest żart słowny o „fałszowanej piosence” (play my tune out of tune) podobny do żartu z utworu „With a Little Help from My Friends” z Sgt. Pepper’s Lonely Hearts Club Band (what would you think if I sang out of tune?). Według Kena Pitta po ukazaniu się płyty Beatlesów wiele osób uważało, że koncept i tytuł tej płyty był zainspirowany wydanym nieco wcześniej singlem Rubber Band.
„Love You till Tuesday” to lekka popowa piosenka z żartobliwym tekstem o niestałej miłości z Bowiem wyraźnie naśladującym styl śpiewania Anthony’ego Newleya. Dwa dni po wydaniu albumu piosenka została nagrana jeszcze raz w nowej wersji i wydana jako singel 14 lipca.
„Join the Gang” to cyniczna obserwacja „swingującego Londynu” z lat 60., piosenka opisująca starania kilku młodych osób desperacko starających się dołączyć do popularnej sceny. Muzycznie utwór zapożycza wiele standardowych elementów muzyki popularnej w tym okresie – funky perkusja otwierająca utwór, melodia grana na sitarze w środku utworu i psychodeliczne zakończenie piosenki.
Dwunasty utwór, nagrany 14 listopada 1966 „She’s Got Medals” jest opowieścią o kobiecie, która w przebraniu mężczyzny wstępuje do wojska, ale ostatecznie zmęczona udawaniem mężczyzny opuszcza wojsko i powraca do cywilnego życia jako kobieta. Dwuznaczny tytuł utworu nawiązuje do slangowego powiedzenia i oznacza nie tylko, że bohaterka utworu została odznaczona w wojsku medalami, ale także, że jest odważna – „ma jaja”. Utwór ma podobne brzmienie do nagranego w tym samym dniu „Uncle Arthur” z wyrazistą linią melodyczną graną na szałamaji.
„There Is a Happy Land” i „When I Live My Dream” to kolejno piąty i siódmy utwór w pierwszej strony płyty, łączy jest popularny w brytyjskiej psychodelii lat 60. temat „utraconego dzieciństwa” czy „świata dorosłych widzianego oczami dziecka”. „There Is a Happy Land” wzorowana jest na książce Keitha Waterhouse’a o tym samym tytule.
Umieszczony pomiędzy dwoma piosenkami o dziecięcym świecie, „We Are Hungry Men” jest „kanibalistyczną dystopią” opowiadającą o ginącej cywilizacji, umierającym świecie i zrujnowanych miastach. Utwór porusza tematy popularne w brytyjskiej fantastyce naukowe lat 60., do których Bowie powracał jeszcze wiele razy w jego późniejszej twórczości.
Ósmy w kolejności utwór „Little Bombardier” jest smutną historią weterana wypędzonego z małego miasteczka, podejrzanego o pedofilię – utwór zapożycza z opowiadania „Uncle Ernest” Alana Sillitoe’a. Nagrany w tej samej sesji co „Maid of Bond Street” utwór ma formę walczyka.
„Silly Boy Blue” jest opowieścią o młodym człowieku odkrywającym buddyzm i jego podróży duchowej.
Dziesiąty utwór „Come and Buy My Toys” to jeden ze spokojniejszych fragmentów płyty, głosowi Bowiego towarzyszą tylko dwie gitary – 12-strunowa akustyczna i basowa. Jest to kolejna z „dziecięcych fantazji” Bowiego, tym razem inspirowana opowiadaniem „The Farmer’s Boy” Randolpha Caldecotta i dziecięcymi rymowankami.
Przedostatnia, trzynasta na płycie piosenka „Maid of Bond Street” to lekki walczyk opowiadający o pięknej i popularnej, ale samotnej dziewczynie, której marzenia obracają się tylko wokół mody, kobiecych magazynów i filmów oraz o chłopcu, który pragnie być tak samo znany i pusty jak ona.
Ostatni utwór płyty, makabryczny „Please Mr. Gravedigger” śpiewany jest przez Bowiego a cappella, towarzyszą mu jedynie efekty dźwiękowe deszczu i burzy, sam utwór określany jest jako „jeden z prawdziwie szalonych momentów w historii muzyki popowej”. Opowiada mordercy, który ogląda z ukrycia starego grabarza kopiącego grób i planuje go zabić.

## Okładka

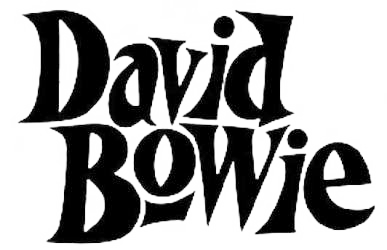
Logo Bowiego z pierwszego albumu

Zdjęcie na okładkę zostało zrobione przez brata Deka Fernleya, Geralda w jego studiu fotograficznym przy Bryanston Street w Londynie.
Na okładce umieszczony prosty portret Bowiego ubranego w kurtkę wojskową, kurtka została wybrana przez Bowiego jako najbardziej pasująca do jego ówczesnej fryzury „na pazia”. Bowie patrzy się prosto w obiektyw aparatu fotograficznego z bardzo poważnym wyrazem twarzy. Stylizacja Bowiego, zarówno ubranie, jak i fryzura, silnie sugerują przynależność do ówczesnej młodzieżowej subkultury modsów.
Na drugiej stronie okładki także umieszczono portret Bowiego, podobnie jak na pierwszej stronie okładki patrzącego prosto w obiektyw aparatu z poważnym wyrazem twarzy.
Na tylnej stronie okładki zamieszczono „rozdmuchany reklamę” autorstwa Kennetha Pitta opisującą muzykę Bowiego – „tnąca i ostra jak promień lasera. Tnie hipokryzję, uprzedzenia i komunały. Postrzega gorycz ludzkości, ale rzadko jest sama w sobie gorzka. Dostrzega humor w naszych porażkach, patos w naszych cnotach”.
Analizując okładkę albumu, Ian Chapman pisze „opis Pitta w połączeniu ze sposobem pokazania Bowiego na obydwu stronach okładki potwierdza szczere intencje artysty. Przednie i tylne zdjęcia różnią się kompozycją, ale mają ten sam przekaz. Bowie jest pokazany jako poważny młody artysta, szczery i uczciwy”. Chapman zauważa, że w odróżnieniu od późniejszych płyt Bowiego, na których artysta pokazany w roli jednej z postaci, w którą akurat się wcielił, na okładce jego pierwszej płyty nie ma pokazanej różnicy pomiędzy Bowiem osobą, a Bowiem artystą. Na pierwszej płycie Bowie nie wcielił się jeszcze w żadną z postaci, które grał w późniejszym czasie co podkreślone jest naturalistycznymi portretami.

## Wydanie
Album był poprzedzony singlem „Rubber Band” wydanym 2 grudnia 1966 (Deram DM 107). Drugim singlem wydanym przed płytą był „The Laughing Gnome” (14 kwietnia 1967).
W materiałach prasowych reklamujących płytę podkreślona zróżnicowane i wyrafinowane źródła, z których czerpał natchnienie Bowie, zarówno muzyczne, jak i literackie:

Uwielbia siedzieć pomiędzy kolumnami głośników słuchając Strawinskiego, zazwyczaj „Ragtime na 11 instrumentów”. Uwielbia Vaughama Williamsa, Dvořák, Elgara i Holsta. W jego rozległej kolekcji płyt znaleźć można albumy Glenna Millera, Stana Kentona i Gary’ego McFarlanda. Czyta wszystko co mu wpadnie w ręce.

## Przyjęcie krytyczne
Płyta przeszła prawie niezauważona przez krytyków, ale nieliczne recenzje były bardzo pozytywne. Album, jak przewidywał jego producent, sprzedawał się bardzo słabo. Allen Evans w „New Musical Express” opisał muzykę zawartą na płycie jako „bardzo odświeżającą”, a Bowiego jako „bardzo obiecujący talent”. Recenzja Penny Valentine w „Disc&Music Echo” określiła płytę jako „niezwykle kreatywny debiut 19-letniego londyńczyka”, deklarując przy tym „mamy nowy talent, któremu powinniśmy poświęcić uwagę”. W recenzji Chrisa Welcha, którą opublikowano w „Melody Maker” napisano, że „David Bowie jest jednym z nielicznych oryginalnych artystów na brytyjskiej scenie muzyki pop. Bowie pisze niespotykanie piosenki i jest bardzo przystojny”.
We wszystkich recenzjach zwracano uwagę na podobieństwo głosu Bowiego do sposobu śpiewania Anthony’ego Newlaya, co jednak miało się nie podobać samemu Newleyowi. Według ówczesnej anegdoty, wściekły Newley podobno roztrzaskał przesłaną mu kopię płyty Bowiego. Wiadomo na pewno, że Newley, w wywiadzie prasowym w 1975 Newley wyznał, że „nigdy nie byłem pod wrażeniem jego przedstawień czy kreacji, były takie uni-bezpłciowe” (uni-sexless – ad hoc portmanteau słów unisex i bezpłciowe).
Menedżer Bowiego Kenneth Pitt wysłał egzemplarze płyt do licznych przedstawicieli ówczesnego show biznesu, co nie zaowocowało w żaden miarodajny sposób, ale Bowie otrzymał listy z gratulacjami od takich osób jak Lionel Bart, Bryan Forbes czy Franco Zeffirelli. Płyta zdobyła także uznanie Davy’ego O’Lista, gitarzysty grupy The Nice. O’List i jego grupa entuzjastycznie wyrażali się o płycie Bowiego, zwracając szczególną uwagę na niespotykaną skalę głosu Bowiego i jego umiejętność przekazywania różnych emocji w śpiewie.
W 1969 Gordon Coxhill z New Musical Express określił dwa pierwsze albumy Bowiego jako „mające nadwyżki dziwności” i jako „będące pracami człowieka, który wyraźnie nie wiedział co zrobić ze swoim talentem.
Współcześnie album jest postrzegany niemal wyłącznie negatywnie przez większość krytyków Bowiego, jego fanów i samego Bowiego. Biograf Bowiego David Buckley określił utwory z płyty jako „żenujące juwenilia”. Inny współczesny krytyk Bowiego stwierdził, że „mający wolną rękę w studiu Bowie nie nagrał albumu, ale stworzył musical i uwiecznił go na winylu [...] Bowie pisał piosenki o dzieciach, weteranach, czytającym komiksy wujku Arturze i dziewczynie z Bond Street [...], umieścił te postaci w tle stworzonym z teatralnych dźwięków i melodii zapożyczonych z tradycyjnego brytyjskiego music hallu”. David Buckley autor biografii Bowiego Strange Fascinations opisał płytę jako „muzyczny odpowiednik wariatki zamkniętej na strychu”. Miesięcznik Rolling Stone uznał album za jeden z najgorszych debiutów wielkich artystów, a w recenzji późniejszego następnego albumu Space Oddity opublikowanego w serwisie Quietus, pierwszy album Bowiego został określony jako „w większości okropny”
Nagrywający płytę realizator dźwięku Gus Dudgeon opisał album już w latach 90. jako „najdziwaczniejszą rzecz, którą jakakolwiek firma płytowa kiedykolwiek wydała”. Innym często powtarzanym krytycyzmem jest rzekome naśladowanie przez Bowiego bardzo wówczas popularnego Anthony’ego Newleya.
W późniejszym okresie sam artysta wypowiadał się o swoim pierwszym albumie głównie w bardzo lekceważący sposób, w znacznej mierze wyrzekając się go i traktując jak coś wstydliwego. W 1972 dystansował się od albumu mówiąc „to było bardzo pół-profesjonalne. Pracowałem wtedy jeszcze na etacie w agencji artystycznej i nagrałem album z wolnym czasie. Wysłałem taśmę do Decci i powiedzieli mi, że wydadzą to jako album” (w rzeczywistości Bowie nie pracował już w żadnej agencji reklamowej ani artystycznej od kilku lat)
W 1976 wspominał, że „album był trochę grany w radiu, ale się dobrze nie sprzedawał, nie grałem też żadnych koncertów z jego muzyką, a więc pod tym względem był na pewno fiaskiem. Ale z drugiej strony, piosenki tworzone jako nowele były chyba wówczas czymś nowym”. W późniejszym czasie powiedział także „nie mam nic dobrego do powiedzenia na ten temat. Lirycznie starałem się chyba stworzyć jakieś krótkie opowiadania, nowele. Muzycznie jest to dziwaczne. Ten album muzycznie zapożycza od wszystkiego, od rocka, vaudeville, music hall i jeszcze nie wiadomo czego. Nie wiedziałem czy chciałem być Maxem Millerem czy Elvisem Presleyem. David Bowie jest jedynym albumem Bowiego nie został oficjalnie wznowiony pod auspicjami samego artysty, późniejsze wznowienia uzupełnione dodatkowymi utworami zostały wydane bez współpracy z Bowiem.
W większości współczesnych rankingów albumów Bowiego, jego pierwsza płyta jest oceniana bardzo nisko – według Consequence of Sound na 26. miejscu z 28., Ultimate Classic Rock – 23. z 26.(w rankingu nie ma płyt Tin Machine), Stereogum – 21. miejsce z ocenionych 25. płyt.
Odmienne zdanie prezentuje Nichollas Pegg w kompendium „The Complete David Bowie”. Pegg zwraca uwagę, że Bowie naśladuje charakterystyczny głos Newlaya tylko w kilku utworach, a folkowo-psychodeliczny styl albumu nie odstawał zbytnio od brytyjskiej sceny psychodelicznej lat 1965–1967. Pegg przekonuje, że główne motywy albumu takie jak przedwojenna nostalgia, typowa dla Williama Bleke’a ewokacja dziecięcej niewinności czy galerie samotników i dziwaków były typowymi wówczas tematami piosenek w popularnych wówczas Pink Floyd jeszcze pod przewodnictwem Syda Barretta, The Bonzo Dog Doo-Dah Band i The Beatles. Pierwszy album Bowiego został wydany w tym samym dniu co Sgt. Pepper’s Lonely Hearts Club Band i jak zauważa Pegg obydwa albumy mają bardzo podobne motywy przewodnie i zbliżoną stylistykę niektórych utworów. Pegg podkreśla, że David Bowie słusznie pozostaje w cieniu późniejszych dokonań artysty, ale „ten słodki i błyskotliwy album nie zasługuje na powszechne szyderstwo”.
Podobnie o płycie wypowiada się James E. Perone w książce „The Words and Music of David Bowie” – „płyta nie była komercyjnym sukcesem [...], ale dała wiele dowodów na jak szybko Bowie rozwijał się jako kompozytor, tekściarz i piosenkarz”. Według Peronego kilka utworów z płyty, szczególnie „Love You till Tuesday” i „Sell Me a Coat”, miało bardzo dobry komercyjny potencjał i stylowo nie różniły się one od typowych piosenek z górnych miejsc list przebojów w Wielkiej Brytanii i w Stanach Zjednoczonych w latach 1966–1967. Perone uważa, że prawdopodobnym powodem braku komercyjnego sukcesu płyty był duży rozrzut stylistyczny utworów bez żadnego motywu przewodniego. Podsumowuje pisząc, że debiutancki album Bowiego pokazuje artystę poruszającego się w różnorodnych stylach, w większości przypadków z dobrym skutkiem.

## Następstwa
Płyta okazała się komercyjnym fiaskiem. Brak sukcesu komercyjnego związany był między innymi z brakiem promocji albumu. Dyrektor działu promocji Deramu Tony Hall, przyjaciel Kena Pitta, który był jedną z kluczowych osób odpowiedzialnych za kontrakt Bowiego odszedł z wytwórni w maju, jeszcze przed wydaniem płyty. Według wspomnień producenta płyty Mike’a Vernona i Kena Pitta, ówcześni dyrektorzy Deramu nie przykładali odpowiedniej uwagi do promocji płyt. Bowie kontynuował nagrywanie dla Deramu jeszcze do maja 1968, ale ostatecznie rozczarowany brakiem zainteresowania wytwórni i bez żadnych sukcesów komercyjnych postanowił zakończyć kontrakt z tą wytwórnią. Dopiero następna płyta Bowiego Space Oddity z jej epominowym przebojem była pierwszym krokiem Bowiego ku sławie.
Według wspomnień Kena Pitta historia Bowiego mogła się potoczyć znacznie inaczej. W grudniu 1967 Pitt wynegocjował 1000-funtowy kontrakt (ok. 30 tysięcy funtów według współczesnej wartości) z Essex Music na publikację przyszłych piosenek Bowiego, przekonany, że będzie mógł wynegocjować jeszcze lepsze warunki, Pitt nie podpisał kontraktu, ale udał się w podróż do Stanów Zjednoczonych. W USA Pittowi udało się wynegocjował 3-letni kontrakt z inną wytwórnią (prawdopodobnie Koppelman & Rubin) na sumę 30 tysięcy dolarów (około pół miliona współczesnych dolarów biorąc pod uwagę inflację, a 16 tysięcy ówczesnych funtów). Po powrocie z podróży Pitt otrzymał wiadomość, że w czasie jego nieobecności współ-menedżer Bowiego Ralph Horton, który nie widział o wcześniejszych negocjacjach, podpisał kontrakt z Essex za połowę wynegocjowanej przez Pitta sumy – 500 funtów. Tak duży kontrakt zapewne wpłynął znacząco na dalszą karierę Bowiego, można jedynie spekulować czy przy dużej kampanii promocyjnej album stałby się hitem, ale jeżeli tak by się stało, to Bowie ominąłby w jego karierze następny, najtrudniejszy okres, który znacząco wpłynął na jego późniejszą muzykę – w 1996 Bowie żartobliwie zauważył „teraz pewnie bym występował w Les Miserable, ciągle bym występował na jakiejś scenie na East Endzie. Pewnie miałbym już na koncie dziesięć piosenek takich jak Laughing Gnome”.

## Lista utworów
Strona pierwsza
| 1. | „Uncle Arthur”          | 2:07  |
|    |                         |       |
| 2. | „Sell Me a Coat”        | 2:58  |
|    |                         |       |
| 3. | „Rubber Band”           | 2:17  |
|    |                         |       |
| 4. | „Love You till Tuesday” | 3:09  |
|    |                         |       |
| 5. | „There Is a Happy Land” | 3:11  |
|    |                         |       |
| 6. | „We Are Hungry Men”     | 2:59  |
|    |                         |       |
| 7. | „When I Live My Dream”  | 3:22  |
|    |                         |       |
|    |                         | 20:03 |
|    |                         |       |
Strona druga
| 1. | „Little Bombardier”      | 3:23  |
|    |                          |       |
| 2. | „Silly Boy Blue”         | 4:36  |
|    |                          |       |
| 3. | „Come and Buy My Toys”   | 2:07  |
|    |                          |       |
| 4. | „Join the Gang”          | 2:17  |
|    |                          |       |
| 5. | „She’s Got Medals”       | 2:23  |
|    |                          |       |
| 6. | „Maid of Bond Street”    | 1:43  |
|    |                          |       |
| 7. | „Please Mr. Gravedigger” | 2:35  |
|    |                          |       |
|    |                          | 19:04 |
|    |                          |       |
Lista dodatkowych utworów z wydanej w 2010 „deluxe edition”:
| 1.  | „Rubber Band” (singel, mono, strona A)                                       | 2:01    |
|     |                                                                              |         |
| 2.  | „The London Boys” (singel, mono, strona B)                                   | 3:19    |
|     |                                                                              |         |
| 3.  | „The Laughing Gnome” (singel, mono, strona A)                                | 2:56    |
|     |                                                                              |         |
| 4.  | „The Gospel According to Tony Day” (singel, mono, strona B)                  | 2:46    |
|     |                                                                              |         |
| 5.  | „Love You till Tuesday” (singel, mono, strona A)                             | 2:59    |
|     |                                                                              |         |
| 6.  | „Did You Ever Have a Dream” (singel, mono, strona B)                         | 2:06    |
|     |                                                                              |         |
| 7.  | „When I Live My Dream” (mono, master na singel)                              | 3:49    |
|     |                                                                              |         |
| 8.  | „Let Me Sleep Beside You” (mono, master singel)                              | 3:24    |
|     |                                                                              |         |
| 9.  | „Karma Man” (mono, master Decci)                                             | 3:03    |
|     |                                                                              |         |
| 10. | „London Bye Ta–Ta” (mono, master Decci; wcześniej niewydany)                 | 2:36    |
|     |                                                                              |         |
| 11. | „In the Heat of the Morning” (mono, master Decci)                            | 2:44    |
|     |                                                                              |         |
| 12. | „The Laughing Gnome” (mono, master Decci; wcześniej niewydany)               | 2:59    |
|     |                                                                              |         |
| 13. | „The Gospel According to Tony Day” (nowa wersja stereo, wcześniej niewydana) | 2:49    |
|     |                                                                              |         |
| 14. | „Did You Ever Have a Dream” (nowa wersja stereo, wcześniej niewydana)        | 2:05    |
|     |                                                                              |         |
| 15. | „Let Me Sleep Beside You” (nowa wersja stereo, wcześniej niewydana)          | 3:20    |
|     |                                                                              |         |
| 16. | „Karma Man” (nowa wersja stereo, wcześniej niewydana)                        | 3:03    |
|     |                                                                              |         |
| 17. | „In the Heat of the Morning” (stereo)                                        | 2:58    |
|     |                                                                              |         |
| 18. | „When I’m Five”                                                              | 3:05    |
|     |                                                                              |         |
| 19. | „Ching-a-Ling” (nowa wersja stereo, wcześniej niewydana)                     | 2:48    |
|     |                                                                              |         |
| 20. | „Sell Me a Coat” (wersja z 1969 r.)                                          | 2:58    |
|     |                                                                              |         |
| 21. | „Love You till Tuesday” (wersja nagrana dla BBC, wcześniej niewydana)        | 2:56    |
|     |                                                                              |         |
| 22. | „When I Live My Dream” (wersja nagrana dla BBC, wcześniej niewydana)         | 3:33    |
|     |                                                                              |         |
| 23. | „Little Bombardier” (wersja nagrana dla BBC, wcześniej niewydana)            | 3:25    |
|     |                                                                              |         |
| 24. | „Silly Boy Blue” (wersja nagrana dla BBC, wcześniej niewydana)               | 3:22    |
|     |                                                                              |         |
| 25. | „In the Heat of the Morning” (wersja nagrana dla BBC, wcześniej niewydana)   | 4:16    |
|     |                                                                              |         |
|     |                                                                              | 1:15:20 |
|     |                                                                              |         |
Muzycy:
- David Bowie – śpiew, gitara, saksofon, aranżacje
- Big Jim Sullivan – banjo, sitar, gitara
- Derek Boyes – organy
- Dek Fearnley – gitara basowa, aranżacja
- John Eager – instrumenty perkusyjne
- Mike Vernon – producent
- Gus Dudgeon – realizacja dźwięku